# Алвиг фон Зулц (1586–1632)
Алвиг VII/III/X фон Зулц (на немски: Alwig VII/III/X von Sulz) е граф на Зулц, управляващ ландграф в Клетгау (1616 – 1628).

## Биография
Роден е на 12 декември 1586 година в Шпайер, Свещена Римска империя. Той е най-големият син на граф Карл Лудвиг фон Зулц (1560 – 1616), ландграф в Клетгау, и първата му съпруга графиня Доротея Катарина фон Сайн (1562 – 1609), дъщеря на граф Адолф фон Сайн (1538 – 1568) и графиня Мария фон Мансфелд-Айзлебен (1545 – 1588). Внук е на граф и ландграф Алвиг фон Зулц-Клетгау (1539 – 1572) и графиня Барбара фон Хелфенщайн-Визенщайг (1534 – 1573).
Баща му Карл Лудвиг фон Зулц се жени втори път през 1616 г. за графиня Мария фон Йотинген-Шпилберг (1582 – 1647). Същата година Алвиг фон Зулц поема управлението след смъртта на баща му. През 1619 г. по неговото време дворецът Тинген отново е възстановен. Алвиг фон Зулц отстъпва през 1628 г. управлението на брат си Карл Лудвиг Ернст фон Зулц, за да се занимава с военната си кариера. Той служи през Тридесетгодишната война при генерал Тили, главнокомадващия на католисческата лига и се бие между другото във Велтлин.
Алвиг фон Зулц е убит в конна битка на 9 март 1632 г. близо до Бамберг, Кралство Бавария, на 45-годишна възраст. Тили нарежда трупът му да бъде закаран в Йещетен в Ландграфство Клетгау, където на 29 март 1632 г. е погребан в подарения от него олтар в старата църква (съборена 1961).

## Фамилия
Първи брак: на 1 декември 1618 г. се жени за Катарина Лудмила фон Попел-Лобковиц († сл. 19 май 1628/1629), вдовица на Ладислаус Берка з Дуб-Лайпа, дъщеря на Улрих Феликс Попел фон Лобковиц и Анна фон Розенберг. Те имат един син:
- Улрих фон Зулц (* 13 юни 1619; † 9 ноември 1650), граф и ландграф в Клетгау, женен на 13 ноември 1644 г. в Хоенемс за графиня Анна Катарина фон Хоенемс (* 1626; † 20 октомври 1666, Инцигкофен)

Втори брак: на 10 декември 1618? г. се жени за Вероника фон Шпаур (1586 – 1645), дъщеря на Лео фон Шпаур-Пфлаум и графиня Юлия фон Федричи, Валкамоника-Валсабио, фрау цу Осана. Бракът е бездетен.